# Robert Javier Burbano
Robert Javier Burbano Cobeña (Quevedo, 10 aprile 1995) è un calciatore ecuadoriano, centrocampista dell'Avaí.

## Palmarès

### Club

#### Competizioni nazionali
- Serie A (Ecuador): 5

Emelec: 2013, 2014, 2015, 2017, 2019

#### Competizioni statali
- Campionato Catarinense: 1

Avaí: 2025